# アルドナ・オナ・ゲディミナイテ
アルドナ・オナ・ゲディミナイテ（リトアニア語：Aldona Ona Gediminaitė；ポーランド語：Aldona Anna Giedyminówna、洗礼名はオナまたはアンナで、異教徒名であるアルドナに関してはマチェイ・ストルィイコフスキの記述にのみ記載、1309年頃 - 1339年5月26日）は、ポーランド王カジミェシュ3世の最初の妃。リトアニアのゲディミナス大公の娘。

## 生涯
アルドナは1325年、15歳か16歳のときにポーランド王ヴワディスワフ1世の一人息子カジミェシュと結婚した。2人はおそらく同い年であった。この結婚はドイツ騎士団に対抗するために結ばれた最初のポーランド・リトアニア同盟を強化するための、完全な政略結婚だった。ヴワディスワフ1世とカジミェシュの父子はポモジェの領有をめぐる騎士団との紛争に関して味方を探しており、ゲディミナスの側はこのとき、失敗に終わることになったリトアニアのキリスト教化の試みに着手したばかりであった。この縁組による同盟関係は1385年のクレヴォ合同、1569年に新国家ポーランド・リトアニア共和国を成立させたルブリン合同の先駆けといえた。結婚に際して結ばれた和約の詳細は不明だが、この時ゲディミナスが約2万5000人のポーランド人の捕虜を全て釈放したことは知られている。カジミェシュもボヘミア王ヨハンの娘ユッタとの縁談を断ってアルドナを妻に迎えたのであり、この逸話からもリトアニアとの同盟の重要性が窺える。この結婚による同盟は早くも1326年には実行に移され、ブランデンブルク辺境伯と戦うためのポーランド・リトアニア連合軍が結成されている。しかし、同盟は強固なものとはいえず、ポーランドとリトアニアの間に紛争が起きたことを示す史料は何もないものの、アルドナ存命中であった1330年頃には崩壊している。1289年よりリトアニアを支配していた王朝との結びつきは、1320年にプシェミスル朝に代わってポーランド王として戴冠したピャスト朝のヴワディスワフ1世のポーランド支配に、いくばくかの正統性をもたらした。アルドナは1333年に夫の即位に伴って王妃となったが、1339年の5月末に急死し、クラクフに埋葬された。夫のカジミェシュ3世は艶福家として有名で、アルドナの死後も3度結婚している。
アルドナは敬虔さと音楽への貢献によって記憶されている。王妃はどこへ行くにも宮廷音楽家を連れていた。年代記作家ヤン・ドゥウゴシュは、行進中にシンバルを叩く習慣は、アルドナ王妃が持ち込んだリトアニアの異教の風習だったのではないか、という考察まで書き残している。

## 子女
アルドナは以下の2女を産んだ。
- エルジュビェタ（1326年頃 - 1361年） - ポモジェのスウプスク公ボグスワフ5世と結婚。エルジュビェタの同名の娘は、神聖ローマ皇帝兼ボヘミア王カール4世の皇后となった。
- クネグンダ（1334年 - 1357年） - 1345年に神聖ローマ皇帝ルートヴィヒ4世の長男バイエルン公ルートヴィヒ6世と結婚。